# Erkan Petekkaya
Erkan Petekkaya (ur. 11 grudnia 1970 w Elazığ) – turecki aktor. Polskim widzom znany jest z roli Cihana w serialu Rozdarte serca (2014–2017).

## Życiorys
Urodził się w Elazığ jako syn Şerife i Akına Petekkayi. Ma siostrę Ayşe. Dzieciństwo spędził w Stambule. Dorastał w Diyarbakır. Uczęszczał do szkoły podstawowej Mehmet Karamancı İlkokulu. Naukę kontynuował w Bostancı Atatürk Ortaokulu, zanim ukończył Fenerbahçe Anadolu Lisesi w Stambule. W 1989 ukończył studia w Państwowym Konserwatorium Uniwersytetu Anadolu.
Zadebiutował na ekranie w komedii Alman Avrat'ın Bacısı (1990). W 1993 rozpoczął pracę w teatrach publicznych. Wkrótce znalazł się w obsadzie jako Talat w serialu Piękne dni (Güzel Günler, 1998). Popularność w wielu krajach świata przyniosły mu seriale takie jak Białe maki (Beyaz Gelincik, 2005–2007), Cicha burza (Sessiz Fırtına, 2007–2008), W miarę upływu czasu (Öyle Bir Geçer Zaman ki, 2010–2012), Dila Hanım (2012–2014) i Rozdarte serca (Paramparça, 2014–2017).
W 2003 ożenił się z Didem, z którą ma syna Cema Cano (ur. 2004).

## Filmografia
| Filmy     | Filmy                     | Filmy              |
| Rok       | Tytuł                     | Rola               |
| --------- | ------------------------- | ------------------ |
| 1990      | Alman Avrat'ın Bacısı     |                    |
| 2009      | Gecenin Kanatları         | Cemal              |
| 2015      | Yeni Dünya                |                    |
| 2016      | Kolpaçino 3. Devre        | Başkan             |
| 2017      | Ayla: The Daughter of War | Generał Iskenderun |
| 2019      | Kapan                     | Süleyman           |
| Telewizja |                           |                    |
| Rok       | Tytuł                     | Rola               |
| 1998      | Güzel Günler              | Talat              |
| 1998      | Aynalı Tahir              | Kadir              |
| 2001      | Aşkına Eşkiya             | Sadocan            |
| 2003      | Bedel                     |                    |
| 2003      | Taştan Kalp               | İsmail             |
| 2003      | Japonyalı Gelin           | Ömer               |
| 2003      | Serseri                   | Bülent             |
| 2005      | Beyaz Gelincik            | Ömer Aslanbaş      |
| 2005      | Köpek                     | Yılmaz             |
| 2007      | Sessiz Fırtına            | Yiğit Sancaktar    |
| 2008      | Sonbahar                  | Galip Türker       |
| 2009      | Bahar Dalları             | Balıkçı            |
| 2009      | Hanımın Çiftliği          | Milletvekili       |
| 2010      | Hanımeli Sokağı           | Osman              |
| 2010–2012 | Öyle Bir Geçer Zaman ki   | Ali                |
| 2012–2014 | Dila Hanım                | Rıza Bey           |
| 2013      | Benim Hala Umudum Var     | Erkan              |
| 2014–2017 | Rozdarte serca            | Cihan Gürpınar     |
| 2017      | Kayıt Dışı                | Ali Kemal Ateş     |
| 2019      | Vurgun                    | Kemal Vardar       |
| 2020      | Gel Dese Aşk              | Murat              |